# Daigorō Tachibana
Daigorō Tachibana  (橘 大五郎?, Tachibana Daigorō), pseudonimo di Daisuke Isayama (諌山 大輔?, Isayama Daisuke; Ōita, 27 gennaio 1987), è un attore teatrale giapponese.
È uno degli attori di onnagata e taishū engeki più celebrati del periodo Heisei ed è soprannominato "Taishu Engeki-kai Purinsu" (大衆演劇界プリンス, "Principe del Taishu Engeki")  e "Taishū engeki-kai no Nyūhīrō Tensai Onnagata" (大衆演劇界のニューヒーロー 天才女形, "Nuovo Eroe Genio Onnagata del Taishū engeki"). È una delle star di taishū engeki che sono pure diventate cantanti enka professionisti. Ha raggiunto la notorietà mondiale con la sua interpretazione della geisha Osei nel film di Takeshi Kitano Zatoichi, del 2003.
Tachibana non si è mai pubblicamente mostrato senza trucco né ebbe relazioni romantiche fino all'età di vent'anni, come da firma del contratto con la sua agenzia. Ha anche dichiarato di avere interesse per il baseball quando era giovane e una volta sognava di diventare un giocatore di baseball professionista.

## Carriera

### I primi anni
Tachibana nacque in una famiglia di attori di teatro taishū engeki (letteralmente, "teatro per le masse" o, più propriamente, “Kabuki della classe operaia”) nella prefettura di Ōita Prefecture. La sua compagnia, la Tachibana Kikutarou Gekidan, fu fondata dai nonni e ereditata da suo zio. All'età di tre anni, debuttò nel teatro di quest'ultimo e subito il suo talento e la sua abilità di onnagata (sosia femminile) lo etichettarono come uno dei geni onnagata dell'era Heisei (平成の天才女形, Heisei no tensai onnagata).
Nel marzo 2011, due mesi prima del suo ventiquattresimo compleanno, succedette allo zio nella gestione della compagnia, prendendo il titolo di “Presidente di Terza Generazione”.

### Zatoichi
Nel 2003, debuttò nel mondo del cinema interpretando Seitaro Naruto, un ragazzo che si traveste da geisha e si fa chiamare Osei, nel film di Takeshi Kitano Zatoichi. La sua prova attoriale gli fece vincere il 13 ° Tokyo Sports Film Awards - Gran Premio della divisione Arte e Spettacolo giapponese (第13回 東京スポーツ映画大賞 エンターテイメント部門 日本芸能大賞, "Dai 13-kai Tōkyō supōtsu eiga taishō entāteimento bumon Nippon geinō taishō") e in generale, assieme all'amico Taichi Saotome (che invece interpreta Seitaro da bambino), ottenne una certa attenzione mediatica. Sebbene di due compagnie differenti, i due spesso lavorarono assieme. Una delle loro principali collaborazioni avvenne nel 2007 quando recitarono nella produzione congiunta Sennen no Inori, che ebbe grande successo in Giappone e nelle Hawaii.

### Editoria
Tachibana è anche apparso in numerosi giornali, riviste e programmi TV, in particolare in Gokigenyo Shougekidan, D no Gekijo ed è stato ospiti nell'annuale spettacolo della NHK Kōhaku Uta Gassen. Nella rivista  Jin , era il navigatore o il portavoce nella colonna  What's Taishu Engeki? , in cui spiega per l'appunto il taishū engeki ai lettori.

### Musica
Nel 2008, l'attore venne scelto per un controverso revival dell'opera teatrale Bakumatsu Junjou-den, in cui vengono trattate tematiche gender bender alla vigilia dell'era Meiji dove esisteva il Shinsengumi. Recitò con Satomi Ishihara e la star della Takarazuka Tsubasa Makoto. Nel 2010, fu ingaggiato per un altro grande spettacolo intitolato Samurai 7, basato sulla serie televisiva anime Samurai 7, a sua volta adattamento del film di Akira Kurosawa I sette samurai.

Nel 2009 invece aveva debuttato nel mondo della musica come cantante enka professionista, entrando sotto contratto della Teichiku Records, tramite pubblicò il Maxi Single Toki Gusuri, composto da Kei Ogura, accompagnato da due video musicali.

## Filmografia
- Zatōichi (座頭市?, Zatōichi), regia di Takeshi Kitano (2003)

## Doppiatori italiani
- Nanni Baldini in Zatōichi